# ダハロ語
ダハロ語 (Dahalo)は、タナ川河口近くのケニア海岸に住む400人のダハロ族の多くが話す絶滅の危機に瀕したクシ語派の言語である。ダハロ語は、人間の言語に見られる4つの気流機構すべてを使用している点で、世界の言語の中では珍しい。 
この言語は主に言語学者に「ダハロ(Dahalo)」として知られているが、この語自体は本来は「馬鹿」または「無価値」を意味する、アウェール語話者によって使用されると思われる別名である。話者自身はこの言語を「numma guhooni」と呼んでいる。 

## 概要
かつて象狩りを行っていたダハロ族は、スワヒリ人や他のバントゥー系民族の間に分散しており、独自の村もなく、これらの言語のバイリンガルである。子どもたちはもはやダハロ語を学ばず、そのためにダハロ語は危機に瀕し、絶滅するかもしれない。 
ダハロ語は、人間の言語に見られる4つの気流機構（吸着音、放出音、入破音に加え、普遍的な肺気流呼気音）すべてを使用する極めて多様な音韻体系を持つ。 
さらに、ダハロ語はいくつかの珍しい区別をしている。オーストラリアやカリフォルニアの言語のように、舌端破裂音と舌尖破裂音を区別する。中東、コーカサス、アメリカ太平洋岸北西部のように、喉頭および声門の破裂音と摩擦音を区別する。そしておそらく、歯茎側面および硬口蓋側面の摩擦音と破擦音を区別する世界で唯一の言語である。 
ダハロ族はかつてサンダウェ語またはハヅァ語のような言語を話しており、吸着音を含む語の多くは基本的な語彙であるため、彼らがクシ語派の言語に移行したときにも吸着音が維持されたと考えられる。もしそうならば、吸着音は基層言語の存在を表している。 
ダハロ語はかつて狩猟採集民だった人々によって話された近隣の言語ワアタ語とまとめて、サニェ語(Sanye)とも呼ばれる。ワアタはかつてオロモ語に移行する前にダハロ語のような言語を話したことがあるのかもしれない。 
ダハロ語の分類はあいまいである。伝統的に南クシ諸語に含まれていたが、Tosco(1991)は、東クシ諸語であると主張し、Kiesling(2001)は南クシ諸語とするにはあまりにも多くの東クシ諸語の特徴があることに同意する。 

### 子音
ダハロ語は、すべての記述で、大きな子音目録を持っている。62種の子音がMaddieson et al. (1993)によって報告されている。一方、Tosco (1991)では50種を認める。前者による目録は以下の通り。 
|                  |                  |                    | 両唇 | 唇歯 | 歯茎  | 歯茎   | 歯茎 | 後部歯茎 | 硬口蓋 | 軟口蓋 | 軟口蓋 | 咽頭 | 声門 |
| 舌端             | 舌尖             | 唇音化             | 両唇 | 唇歯 | plain | 唇音化 |      | 後部歯茎 | 硬口蓋 |        |        | 咽頭 | 声門 |
| ---------------- | ---------------- | ------------------ | ---- | ---- | ----- | ------ | ---- | -------- | ------ | ------ | ------ | ---- | ---- |
| 鼻音             | 鼻音             | 鼻音               | m    |      | n     | n      |      |          | ɲ      |        |        |      |      |
| 鼻音化 吸着音(1) | 鼻音化 吸着音(1) | plain(nasal click) |      |      | ᵑǀ    |        | ᵑǀʷ  |          |        |        |        |      |      |
| 鼻音化 吸着音(1) | 鼻音化 吸着音(1) | 声門化             |      |      | ᵑǀˀ   |        | ᵑǀˀʷ |          |        |        |        |      |      |
| 破裂音           | plain            | 無声               | p    |      | t̪     | t̠      |      |          |        | k      | kʷ     | ʡ    | ʔ    |
| 破裂音           | plain            | 有声               | b    |      | d̪     | d̠      |      |          |        | ɡ      | ɡʷ     |      |      |
| 破裂音           | plain            | 放出音             | pʼ   |      | t̪ʼ    | t̠ʼ     |      |          |        | kʼ     | kʷʼ    |      |      |
| 破裂音           | plain            | 入破音             | ɓ    |      | ɗ     | ɗ      |      |          |        |        |        |      |      |
| 破裂音           | 前鼻音化         | 無声               | ᵐp   |      | ⁿt̪    | ⁿt̠     |      |          |        | ᵑk     | ᵑkʷ    |      |      |
| 破裂音           | 前鼻音化         | 有声               | ᵐb   |      | ⁿd̪    | ⁿd̠     | ⁿd̠ʷ  |          |        | ᵑɡ     | ᵑɡʷ    |      |      |
| 破擦音           | plain            | 無声               |      |      | ts    | ts     |      | tʃ       |        |        |        |      |      |
| 破擦音           | plain            | 有声               |      |      | dz    | dz     | dzʷ  | dʒ       |        |        |        |      |      |
| 破擦音           | plain            | 放出音             |      |      | tsʼ   | tsʼ    |      | tʃʼ      |        |        |        |      |      |
| 破擦音           | 側面音           | 放出音             |      |      | tɬʼ   | tɬʼ    |      |          | cʎ̥˔ʼ   |        |        |      |      |
| 破擦音           | 前鼻音化         | 無声               |      |      | ⁿts   | ⁿts    |      | ᶮtʃ      |        |        |        |      |      |
| 破擦音           | 前鼻音化         | 有声               |      |      | ⁿdz   | ⁿdz    |      | ᶮdʒ      |        |        |        |      |      |
| 摩擦音           | 摩擦音           | 中線               |      | f    | s z   | s z    |      | ʃ        |        |        |        | ʜ    | h    |
| 摩擦音           | 摩擦音           | 側面               |      |      |       | ɬ      | ɬʷ   |          | ʎ̥˔     |        |        |      |      |
| 接近音           | 接近音           | 接近音             |      |      | l     | l      |      |          | j      |        | w̜      |      |      |
| ふるえ音         | ふるえ音         | ふるえ音           |      |      | r     | r      |      |          |        |        |        |      |      |

1歯茎吸着音は⟨ǀ⟩が最も一般的に表れるが、⟨l⟩と読み違えられることがある。したがって読みやすさのために、代わりの文字⟨ʇ⟩がここでは使用されている。この使用法はElderkinなどの情報源に多少の例がある。また、側面吸着音の自由異音としても表れうる。
Toscoの報告は、円唇化吸着音、口蓋側面音、無声前鼻音化子音（これについては以下を参照）を含まず、/t̠ʼ/を/tsʼ/として分析し、/dɮ/、/ʄ/、/v/（Maddiesonらは/w/の異音であると考えている）を加えている点で異なっている。 
この類型論的に並外れた音素の数は、長期にわたる二言語使用のために、基層言語と上層言語からの接触の影響が長期化しているためと思われる。動詞の語幹の最終位置にはわずか27個の子音(太字で示す)しか見られないが、これをToscoは子音目録の中でクシ諸語的要素を継承したものであると示唆している。 
いくつかの音素は、借用語を通じて最近ダハロ語へ入ったものであることが示されている。 
- /z/はバントゥー諸語からの最近の借用語でのみ表れ、/d̪/として実現しうる。
- /tʃʼ/はスワヒリ語からの外来語でのみ表れる。
- /ʃ/はスワヒリ語とソマリ語からの借用語にのみ表れる。

さらに、いくつかの子音の出現は限定的である。5つは単一の語根でのみ確認されている。 
- /ⁿd̠ʷ/
- /ᶮdʒ/、/kípuᶮdʒu/「トウモロコシの味付け場所」
- /ᵑɡʷ/、/háᵑɡʷaraᵑɡʷára/「ムカデ」
- /ɬʷ/、/ɬʷaʜ-/「つまむ」
- /j/、/jáːjo/「母」

/ᵑʇˀʷ, tʃ, tsʼ, tʃʼ, kʷʼ, dɮ, ʄ, ⁿd̠, ⁿdz/の表れる例はそれぞれ5つ未満である。 
前鼻音化した無声破裂音は、何人かの研究者によって音節をつくる鼻音と破裂音として分析された。しかし、ダハロ語のピッチアクセントは音節に依存しているので（下記参照）、そしてこの追加の音節がダハロ語の単語にさらなる声調の可能性を与えることと予想される。Maddidesonらは、これは当てはまらないようであると報告している。Tosco(1991)は、ダハロ語は開音節でのみ長母音を許すこと、また/tʃaːⁿda/「指」のような単語が発見される一方で、有声化されたとされる無声の前鼻音化子音の前に短母音のみが生じることを根拠に、これらを子音クラスタとして分析する。彼はさらに摩擦音や声門音とのクラスタを報告している：/nf/、/nt̪ʼ/、/ntɬʼ/、/nʔ/。 

#### 異音
舌頂の舌端音はdenti-alveolarであるのに対し、舌尖音は後部歯茎に向かう傾向がある。 
長子音化すると、喉頭蓋音は無声の破裂音や摩擦音となる。(このように/ʡ/は時に報告されているように咽頭音ではないが、これは咽頭破裂音が起こりうるとは考えられていないためである。)発話の最初の位置では、それらは部分的に有声(負の有声開始時間)の破裂音や摩擦音である。しかしながら、/ʡ/は母音間の単子音として、はじき音、または弱い声を伴う接近音でさえあり、/ʜ/は完全に有声接近音である。他の阻害音も同じ程ではないが、同様に母音間で影響を受ける。 
/b d̪ d̠/は、接近音[β̞ ð̞ ð̠˕]や母音間の弱い摩擦音[β ð ð̠]としてしばしば開放される(⟨d̠⟩における「後寄り」の補助記号は、単にそれが/d̪/よりも更に後寄りなことを強調するために用いられる)。語の初めでは、これらの音と/ɡ/は往々にして無声(おそらく有気音)である。/w̜/に唇の丸めはほとんどない 
吸着音の発声には大きなばらつきがあるため、この区別は失われている可能性がある。鼻音化吸着音は吸着音が出る前に鼻音化され、全体を通して発音される。無声吸着音は通常約30msの有声開始時間があるが、それより短い場合もある。無声の鼻腔内気流はみられないが、後続の母音はわずかに鼻音化して始まることがある。このように、これらの吸着音は他の言語における声門化鼻吸着音に類似している。無声吸着音は有声吸着音よりもはるかに一般的である。

### 母音
ダハロ語は、短母音と長母音のペアで、合計10母音からなる5母音体系を持っている。 
|    | 前舌   | 後舌   |
| -- | ------ | ------ |
| 狭 | i / iː | u / uː |
| 中 | e / eː | o / oː |
| 広 | a / aː | a / aː |

### 音素配列
ダハロ語の語は一般に2〜4音節の長さである。子音が母音間で長子音化する場合を除いて、音節はもっぱらCVパターンのものからなる。他の多くのアフロ・アジア語の言語と同様に、長子音化は文法的に生産的である。有声の子音は部分的に無声になり、前鼻音化した破裂音は文法的な機能の一部として長子音化したときに無声化する。しかしながら、語彙的な前鼻音化短破裂音も発生する。 
子音/b/と/d̠/は体系的に語頭の位置から除外される。 
（/ʜáŋ̊|ana/のように、母音間に複数の吸着音がある単語は数個しか知られていないが、声門音と吸着音は長子音としては発生しない可能性が高い） 
ダハロ語には高低アクセントがあり、通常は1つの語根に0個から1個（まれにそれ以上）の高音調の音節が含まれる。高音調がある場合、それは最初の音節にあることが最も多い。二音節の語の場合は、必ずそうなる。例/ʡani/「頭」、/pʼúʡʡu/「突き刺す」。 

### 吸着音の位置づけ
ダハロ語は、アフリカ南部以外で音素として吸着音を持っている非常に数少ない言語の一つである（他には、タンザニアのサンダウェ語やハヅァ語、オーストラリアのモーニントン島でラルディル語話者が以前話していた儀式用レジスタダミン語がある）。ダハロ語の吸着音は、元来クシ系由来ではなく、非クシ系言語からの移行の名残かもしれない。Ten Raaは、ダハロ語の話者がかつて吸着音を持つサンダウェ語に似た言語を話したというわずかな証拠を示している。これはなぜ吸着音が基本的なもの（例えば、「胸」、「唾液」、および「森」）を含む約40の語彙項目にのみ存在するかの説明になるかもしれない。 
Ehretは、異なる語に歯茎吸着音と歯茎側面吸着音が表れたと報告したが、Elderkinはこれらが異音であると報告した。古い区別が統合されているかどうか、または維持する区別がないために調音位置が変わりうるかどうかは明確ではない。 

## 参照資料
1. ↑  STILES, D. (1982). A HISTORY OF THE HUNTING PEOPLES OF THE NORTHERN EAST AFRICA COAST: Ecological and Socio-Economic Considerations. Paideuma, 28, 165-174. Retrieved from www.jstor.org/stable/41409881
2. 1 2 3 4  Tosco, Mauro (1991). A Grammatical Sketch of Dahalo (including texts and a glossary). Kuschitische Sprachstudien. 8. Hamburg, Germany: Helmut Buske Verlag
3. ↑  Kießling, Roland (2001). “South Cushitic links to East Cushitic”. In Zaborski, Andrzej. New Data and New Methods in Afroasiatic Linguistics
4. ↑  Ten Raa, E. (1969). "Sanye and Sandawe: A common substratum?" African Language Review 8, 148–155.
5. ↑  Sands, Bonny & Tom Güldemann (2009). "What click languages can and can't tell us about language origins". In Botha, Rudolf & Chris Knight (Eds.), The Cradle of Language, pp. 213–15. Oxford.